# انحراف (مجموعه تلویزیونی)
انحراف (انگلیسی: The Detour) یک سریال تلویزیونی کمدی آمریکایی است که توسط جیسون جونز و سامانتا بی در مورد یک سفر جاده ای در تعطیلات خانوادگی ساخته شده‌است که به سرعت از کنترل خارج می‌شود.
این سریال از ۱۱ آوریل ۲۰۱۶ تا ۲۰ اوت ۲۰۱۹ در TBS پخش شد.

## بازیگران

### اصلی
- جیسون جونز به عنوان نیت پارکر جونیور[۲]
- ناتالی زا به عنوان رابین رندال[۳] و Bluejay "BJ" رندال
- اشلی گراساسیوویچ به عنوان دلیلا پارکر[۴]
- لیام کارول به عنوان جارد (جارب) پارکر
- دانیلا پیندا به عنوان ونسا رندال[۵] (فصل ۱–۳؛ صدا فقط فصل ۴)
- مری گریل به عنوان مأمور فدرال مری[۶] (فصل ۱؛ فصل مهمان ۲)
- لائورا بنانتی به عنوان نماینده USPIS ادی رندال[۷] (فصل ۳؛ دوره ای فصل ۲؛ فقط صدا فصل ۴)

### دوره ای
- فیل ریوز به عنوان ژن
- جفری وینسنت پرایز به عنوان کارلوس (فصل ۲)
- تام آماندس به عنوان دکتر راب (فصل ۱)
- جاج رینهولد به عنوان دیوی (فصل ۱)
- ماز جبرانی به عنوان گوپتا (فصل ۱)
- ورونیکا روساتی به عنوان اوکسانا (فصل ۱)
- وین کاپاراس به عنوان لوبسونگ (فصل ۱)
- جیمز کرومول به عنوان جک "JR" رندال (فصل‌های ۲ و ۴)
- مامودو آتیه به عنوان نماینده کارل (فصل ۲)
- مکس کاسلا به عنوان جو دلیشز (فصل ۲–۳)
- دارین کوپر به عنوان نماینده ICE (فصل ۱)
- وینس فاستر به عنوان نماینده USDA (فصل ۱)
- دجا دی به عنوان نماینده DEA (فصل ۱)
- تیلور کوالسکی به عنوان بیلی ایوانز (فصل ۱)
- آدام بویر به عنوان موریس (فصل ۱)
- دنیترا ایسلر به عنوان لاتشیا (فصل ۱)
- مری کرافت به عنوان شلی
- آنجلینا لوئیس به عنوان سوتلانا (فصل ۱)
- پل کونئو به عنوان کارل (فصل ۱)
- سباستین گرکو به عنوان سیلب (فصل ۱)
- برت رنتچلر به عنوان ملیسا (فصل ۱)
- ساموئل ویلما به عنوان مارکو (فصل ۱)
- جاناتان دی ویلیامز به عنوان پل (فصل ۱)
- جف بلومنکرانتز به عنوان لارس (فصل ۲)
- تدی کانز در نقش کنراد (فصل ۲)
- دونشا هاپکینز به عنوان چیس (فصل ۲)
- مارسلین هوگو به عنوان جودیت (فصل ۲)
- کاترینا گانی به عنوان قاضی (فصل ۲)
- مریدیت هندورهان به عنوان استنوگراف (فصل ۲)
- ساوریو گورا به عنوان پدی گرینبرگ (فصل ۲)
- پالوما گوزمن به عنوان کارلییتا (فصل ۲)
- پری یونگ به عنوان زی (فصل ۲)
- اریک کینگ به عنوان هریس (فصل ۲)
- ژاکلین بیو به عنوان ایزابل (فصل ۲)
- کوین تاونلی به عنوان مارتین (فصل ۲)
- جیم سانتانژلی به عنوان افسر نیروی ضربت (فصل ۲)
- امی شیلز به عنوان نیکول (فصل ۲)
- سلیمان سی ساوان به عنوان مرد آفریقایی (فصل ۲)
- دیو هانسون به عنوان نماینده رندی (فصل ۲)
- ریچارد نواکو به عنوان بابی (فصل ۲)
- فلچر بی-جونز به عنوان نات جوان
- سامانتا بی به عنوان مادر نات
  - ربکا کون به عنوان مادر نات (پیرتر)
- کیتلین مدرک به عنوان پرستار (فصل ۳)
- کریستینا کلارد به عنوان نائومی (فصل ۲)

## پخش
در کانادا، سریال انحراف ، در ۲۱ آوریل ۲۰۱۶ در شبکه کمدی اجرا شد. در آمریکای لاتین این فیلم در تاریخ ۹ ژوئن ۲۰۱۶ در TBS آمریکای لاتین اجرا شد. این فیلم در تاریخ ۵ اکتبر ۲۰۱۶ در شبکه کمدی مرکزی هند اجرا شد.
از ژانویه سال ۲۰۱۸ نیز، در سرویس استریم استن در استرالیا موجود است.